# 줄무늬족제비속
줄무늬족제비속(Ictonyx)은 족제비과에 속하는 속의 일종이다. 2종으로 이루어져 있다.

## 특징
대부분의 족제비류와 마찬가지로 가늘고 긴 몸에 짧은 다리를 갖고 있다. 조릴라는 꼬리 길이 16.5~28cm를 제외한 몸길이가 28~38cm이다. 조릴라 수컷의 몸무게는 800~1200g인 반면에 암컷은 420~750g으로 약간 가볍다. 리비아줄무늬족제비의 몸길이는 20.7~26cm, 꼬리 길이는 11.4~18cm이다. 수컷이 암컷보다 약간 크다.

## 하위 종
- 사하라줄무늬족제비 (Ictonyx libycus) - 사하라 사막 가장자리의 건조 지역
- 줄무늬족제비 또는 조릴라 (Ictonyx striatus) - 서아프리카와 중앙아프리카를 제외한 사하라 이남 아프리카 전역